# Dialoghi (Gregorio Magno)
I Dialoghi (in latino Dialogi o Dialogorum libri IV, o Dialogi de vita et miraculis patrum Italicorum) sono un'opera scritta da papa Gregorio Magno, incentrata principalmente sui santi italici del passato recente, sui miracoli da loro compiuti e sulla sorte ultraterrena dell'anima.
Lo scritto, diviso in IV libri, è l'unica opera dialogica di Gregorio Magno. I Dialogi si presentano infatti sotto forma di un lungo dialogo intrattenuto da Gregorio e dal diacono Pietro, che interroga il pontefice circa gli argomenti dell'opera. Di particolare importanza il II libro, interamente dedicato alla figura di s. Benedetto da Norcia e che ebbe per questo una circolazione autonoma. I Dialogi sono fra le opere di Gregorio Magno di maggior successo nel Medioevo.

## Composizione dell'opera
I Dialogi sarebbero stati composti tra il luglio del 593 ed il novembre del 594, come si può evincere da alcune testimonianze presenti nell'epistolario di Gregorio e dai riferimenti cronologici interni. Stando alle parole di Gregorio, l'opera sarebbe stata scritta su insistente spinta di alcuni suoi confratelli, desiderosi di conoscere i miracoli dei santi italici. Nel prologo dell'opera, infatti, questa richiesta viene esplicitamente formulata dall'interlocutore di Gregorio, il diacono Pietro. Oltre a questa spinta proveniente dall'esterno, gli studiosi hanno ipotizzato che alla base dell'opera ci siano alcune motivazioni di carattere interiore e spirituale.

## Struttura dell'opera
I Dialogi si strutturano in quattro libri, di lunghezza assai diversa: i primi tre contengono il racconto dei miracoli compiuti dai santi italici, mentre il quarto tratta della sorte dell'anima dopo la morte. Benché nel IV libro si abbia il passaggio dall'argomento agiografico a quello escatologico, non viene tuttavia meno la presenza dei miracoli dei santi (al cui fianco compaiono però ora anche i malvagi). Anche le singole agiografie, per quanto non manchino di accenni biografici, sono maggiormente incentrate sulla descrizione degli episodi miracolosi di cui il santo è stato protagonista.
La struttura dei Dialogi è apparsa ad alcuni studiosi come il frutto di una costruzione sapiente. Gregorio avrebbe progettato i primi tre libri, dedicati ai santi italici e ai loro miracoli, come un trittico avente al suo centro la figura di s. Benedetto. Il quarto libro costituirebbe non un'appendice, bensì il coronamento di questo trittico, con l'inserimento del disegno agiografico di Gregorio in una più ampia prospettiva escatologica. L'unità dell'opera, inoltre, è sempre garantita dalla cornice narrativa del dialogo fra Gregorio e Pietro, che svolgono – come personaggi – un ruolo fisso: Pietro, che esprime il sentire comune, rivolge al pontefice domande e chiarimenti, esprime dubbi e incertezze, dimostra ammirazione e approvazione per quanto ha appena sentito dire; Gregorio, invece, risponde ai quesiti, racconta i miracoli compiuti dai santi e commenta quanto appena detto, esponendo questioni di carattere morale e dottrinale, finalizzate a istruire e edificare i lettori. I discorsi di Gregorio si dividono sempre fra un momento di narratio, dedicato al racconto degli episodi miracolosi, ed uno di expositio, in cui quanto detto viene integrato e chiarito da un punto di vista morale e dottrinale (nel quarto libro, anche da un punto di vista teologico).

## Contenuto dell'opera
- I libro: nel prologo, Gregorio espone le circostanze e le motivazioni che hanno portato alla stesura dell'opera. Dopo aver rivelato all'amico di essere oppresso dalle preoccupazioni terrene e di provare nostalgia per la vita monastica, acuita dal ricordo di alcuni personaggi che praticarono una vita di totale ascesi, Pietro confessa a Gregorio di non sapere se in Italia ci siano stati dei santi uomini (boni viri) che abbiano praticato miracoli e virtù (signa et virtutes) e invita per questo il pontefice a dedicarsi alla narrazione delle azioni miracolose che li hanno visti protagonisti. Accolto l'invito, Gregorio si accinge a raccontare quanto ha appreso da fonti degne di fede o ha esperito in prima persona. Segue il racconto dei miracoli del primo gruppo di santi, alla fine del quale Pietro chiede a Gregorio perché nel presente non esistano più uomini della loro levatura. Gregorio risponde affermando che essi non mancano e che la loro santità non può essere negata per il fatto che non compiono miracoli, in quanto il fondamento di una vita pia in virtute est operum, non in ostensione signorum[10]. Pietro, convinto da questa risposta, esorta Gregorio a proseguire.
- II libro: il libro è interamente dedicato a s. Benedetto da Norcia. Dopo alcuni brevi cenni biografici, Gregorio passa a raccontare i miracoli compiuti e le profezie pronunciate dal santo, con particolare attenzione alle cosiddette profezie storiche. Nella parte finale del libro, vengono raccontati un miracolo compiuto dalla sorella di Benedetto, s. Scolastica, e alcune visioni da lui avute. Dopo un accenno alla Regula, fondamentale per il lettore che voglia conoscere i modi di vita del santo, vengono raccontati la morte di s. Benedetto e gli eventi miracolosi che la seguirono.
- III libro: si tratta del libro che propone il maggiore numero di santi (trentaquattro, a cui si aggiungono tre gruppi di martiri). Nell'ultimo capitolo, Gregorio racconta la visione avuta dal vescovo di Ferento, Redento, a cui il martire Eutichio annunciò la fine ormai prossima del mondo e i segnali del suo arrivo. Gregorio mette in rapporto il contenuto della visione con i drammatici eventi del suo tempo e, in particolare, con la discesa dei Longobardi in Italia e la scia di devastazione e morte lasciata nel loro cammino. Approssimandosi la fine del mondo, Gregorio esorta ancora di più al disprezzo per i beni terreni a favore di quelli celesti. Interviene a questo punto Pietro, il quale fa presente al pontefice come non siano pochi quanti credano – anche all'interno della stessa Chiesa – che l'anima non sopravviva dopo la morte. Gregorio viene quindi invitato a trattare l'argomento per persuadere quanti ancora sono dubbiosi.
- IV libro: gli argomenti presenti nell'ultimo libro sono numerosi, per quanto fra loro strettamente connessi: la sopravvivenza dell'anima dopo la morte (a cui si collegano i racconti di visioni di anime che si separano dal corpo al momento del trapasso, di morti seguite da eventi soprannaturali che dimostrano l'immortalità dell'anima e di profezie pronunciate da morenti); la sorte delle anime malvagie prima del giudizio finale; l'inferno e la sua natura; la possibilità per giusti e reprobi di riconoscersi nell'aldilà; la resurrezione di chi è defunto per errore; la visione del diavolo in punto di morte; la possibilità dell'esistenza di un fuoco purificatore; la morte; la purificazione dal peccato; il valore dei sogni. Rispetto ai primi tre libri, il quarto presenta un andamento nettamente più didattico, con talvolta il ricorso a exempla. Dopo l'invito a far celebrare Messe per i defunti, perché siano liberati prima dalle loro pene purgatoriali, e la dimostrazione degli effetti immediati che l'eucaristia può avere anche per i viventi, l'opera si conclude con l'esaltazione del mistero eucaristico.

## Tematiche dell'opera
I Dialogi sono un'opera complessa, in cui sono presenti temi e motivi diversi. Se ne possono individuare tre principali linee di lettura:
- Il rapporto miracoli-virtù. Per Gregorio, i miracoli sono la rappresentazione esteriore della santità, ma non vanno identificati con essa, in quanto l'elemento costitutivo di una vita santa è invece la virtù[12]. La grande attenzione dimostrata nell'opera per i miracoli, tuttavia, è solo apparentemente paradossale. Gregorio, infatti, dovette percepire la necessità di dare conforto ai fedeli in un'epoca storica tanto turbolenta attraverso il racconto di un mondo in cui i santi operano miracoli e agiscono a diretto beneficio degli uomini[13].
- La centralità della figura di s. Benedetto da Norcia. Per Gregorio, s. Benedetto rappresenta l'espressione più alta e completa della perfetta vita cristiana. S. Benedetto riassume in sé i tratti del monaco, del taumaturgo, del visionario e del profeta. Proprio quest'ultimo tratto risulta il più interessante e caratteristico della figura del santo, in quanto non rientra nei tradizionali attributi del monaco: anche in questo caso, probabilmente, Gregorio sentì la necessità pastorale di delineare la figura di un santo che, oltre a condurre una vita di ascesi e contemplazione, fosse in grado di venire in soccorso dell'umanità e guidarla nei momenti di maggior crisi[14].
- Il tema escatologico. L'aldilà presentato da Gregorio è una realtà complessa, in cui si fondano in un equilibrio superiore dimensioni fra loro antitetiche, come la salvezza e la dannazione, la gioia e la pena eterne, il paradiso e l'inferno. Gregorio percepisce questa realtà come molto vicina a sé, in quanto l'approssimarsi della fine del mondo permette anche all'uomo di leggere con maggior chiarezza il proprio mondo e di intravedere quello ultraterreno. Inoltre, per Gregorio, la dimensione escatologica rappresenta la cornice in cui si inserisce a acquista pienamente senso la storia dell'umanità, che viene finalmente a partecipare del piano divino[15].

## La fortuna e la tradizione manoscritta dell'opera
I Dialogi, che riscossero probabilmente un immediato successo nell'ambiente romano già durante la loro composizione, furono accompagnati per secoli da una costante fortuna paragonabile a quella di poche altre opere dell'Alto Medioevo. Per quanto sia discussa la diffusione e l'influenza che i Dialogi ebbero nel VII secolo, è certo che l'opera conobbe successivamente una grande diffusione nell'Occidente latino e non solo. Due importanti traduzioni furono infatti quella in greco, realizzata da papa Zaccaria attorno alla metà dell'VIII secolo, e quella in anglosassone, voluta da Alfredo del Wessex nel IX secolo. Seguirono traduzioni in altre lingue: in anglo-normanno, in antico slavo, in islandese, in arabo, in celtico, in antico francese, in bulgaro, in catalano, in medio-tedesco, in olandese, nei volgari italiani. Alla fortuna dell'opera contribuì senza dubbio il II libro dedicato a s. Benedetto, che difficilmente mancò nella biblioteca di qualsiasi monastero benedettino.
La tradizione manoscritta dei Dialogi, allo stato attuale degli studi, conta circa 1200 testimoni (in questo numero sono compresi, oltre ai codici che riportano il testo nella sua interezza, anche quelli che trasmettono i frammenti, gli excerpta e il secondo libro dell'opera, tràdito in modo indipendente con il titolo Vita sancti Benedicti). Uno studio rigoroso della trasmissione testuale dei Dialogi è da sempre stato reso difficile a causa della grande ricchezza di testimoni e anche le edizioni più recente sono dichiaratamente provvisorie e insoddisfacenti secondo i moderni criteri ecdotici.

## La disputa sull'autenticità dell'opera
I primi dubbi sull'autenticità dei Dialogi vennero formulati nel corso del XVI secolo, quando alcuni umanisti, soprattutto protestanti, considerarono l'opera inconciliabile – a livello contenutistico, linguistico e stilistico – con la personalità autoriale e spirituale di Gregorio Magno.
Nei decenni successivi, lo scontro confessionale portò allo sviluppo di ulteriori argomenti, per lo più di carattere dottrinale: gli studiosi protestanti considerarono i Dialogi un altro dei grandi falsi creati dalla Chiesa cattolica, come la Donazione di Costantino o le Decretali dello Pseudo-Isidoro, e affermarono che erano stati composti per legittimare, tramite il nome del grande papa, le dottrine riguardanti il purgatorio, l'intercessione dei vivi per i morti, i suffragi legati alla celebrazione della messa. A questa posizione si opposero con veemenza gli storici cattolici, scesi in campo per difendere non soltanto l'autenticità dei Dialogi, ma anche la tradizione relativa a s. Benedetto e le origini del monachesimo benedettino, basate sul libro II dell'opera.
Nel corso del XIX secolo, gli oppositori protestanti riconobbero l'autenticità dell'opera, individuando in questo modo nello stesso Gregorio Magno il primo responsabile delle credenze superstiziose che, nei secoli medievali, avrebbero inquinato la dottrina cristiana.
La disputa, ormai plurisecolare, ha visto il ricorso a diverse motivazioni a sostegno dell'atetesi dei Dialogi, di carattere sia interno all'opera (argomenti di carattere contenutistico, stilistico e linguistico) sia esterno (il confronto con le altre opere di Gregorio, le circostanze della composizione, la ricezione dell'opera ecc.). A questa linea si oppongono quanti hanno riconosciuto allo scritto unità e dignità concettuale e formale, intravedendo dietro l'apparente disomogeneità contenutistica e rozzezza linguistica una strutturazione retorica e stilistica ben costruita e dissimulata. Nonostante gli argomenti recentemente avanzati a favore del rifiuto dei Dialogi dal canone delle opere gregoriane e la discreta approvazione da essi riscontrata, l'autenticità dello scritto rimane comunque preferibile.

## Edizioni di riferimento
- Grégoire le Grand, Dialogues, 3 voll., cur. A. de Vogüé (ed.) – Paul Antin (trad.), Parigi 1978-1980
- Gregorii Magni Dialogi. Libri IV, in Fonti per la storia d'Italia, ed. U. Moricca, Roma 1924
- Gregorio Magno, Storie di santi e di diavoli (Dialoghi), 2 voll., cur. M. Simonetti (ed. trad.) – S. Pricoco (introd. comm.), Milano 2005-2006
- S. Gregorii Papae Dialogorum libri quatuor (PL LXXVII)